# ダンゴイカ目
ダンゴイカ目（学名: Sepiolida, 英語: bobtail squid）はコウイカ目に近縁な頭足類。外套膜は一般にコウイカ類のそれより大きく、甲を持たない。8本の腕および2本の触手を持ち、ふつう非常に小型である（典型的な雄の外套膜は1–8 cm (0.39–3.15 in) ほどである）。
ダンゴイカ類は太平洋の海岸付近をはじめ、インド洋や大西洋の一部、さらには南アフリカ・ケープ半島以西の浅い海に生息する。コウイカ類と同様、外套膜の耳とジェット噴射両方で遊泳できる。英語では bobtail squid のほかに"dumpling squid"（丸みを帯びた外套膜に由来する）や"stubby squid"といった名前でも知られている。

## 発光器官

ダンゴイカは発光によってシルエットを隠す

ダンゴイカ類は外套膜にある専用器官に発光性細菌（Aliivibrio fischeri）を共生させている。バクテリアの光は発光器官の遺伝子発現を制御している。バクテリアはイカから糖分とアミノ酸溶液を貰い、代わりに外套膜上部で受け取ったのと同等の強さの光を外套膜下部から放つことでイカのシルエットを隠す。このカウンターイルミネーションはカモフラージュの一例である。
発光器官は光の波長を月の光や恒星光に近づけるためのフィルターや、細菌の光を拡散するための水晶体（生化学的にイカの眼と近似している）、光を腹側に伝える反射鏡を備える。

## 繁殖
ダンゴイカ類は複数回繁殖し、雌は約1年の間隔を置いて複数回1から400個（種によって異なる）ほどの卵を産む。卵は砂に覆われ、親が世話をすることはない。孵化直後に周辺の海水中にいる A. fischeri との共生関係が築かれ、幼体に細菌が定着することで形態学的変化が生じ、性成熟を迎える。

## 分類

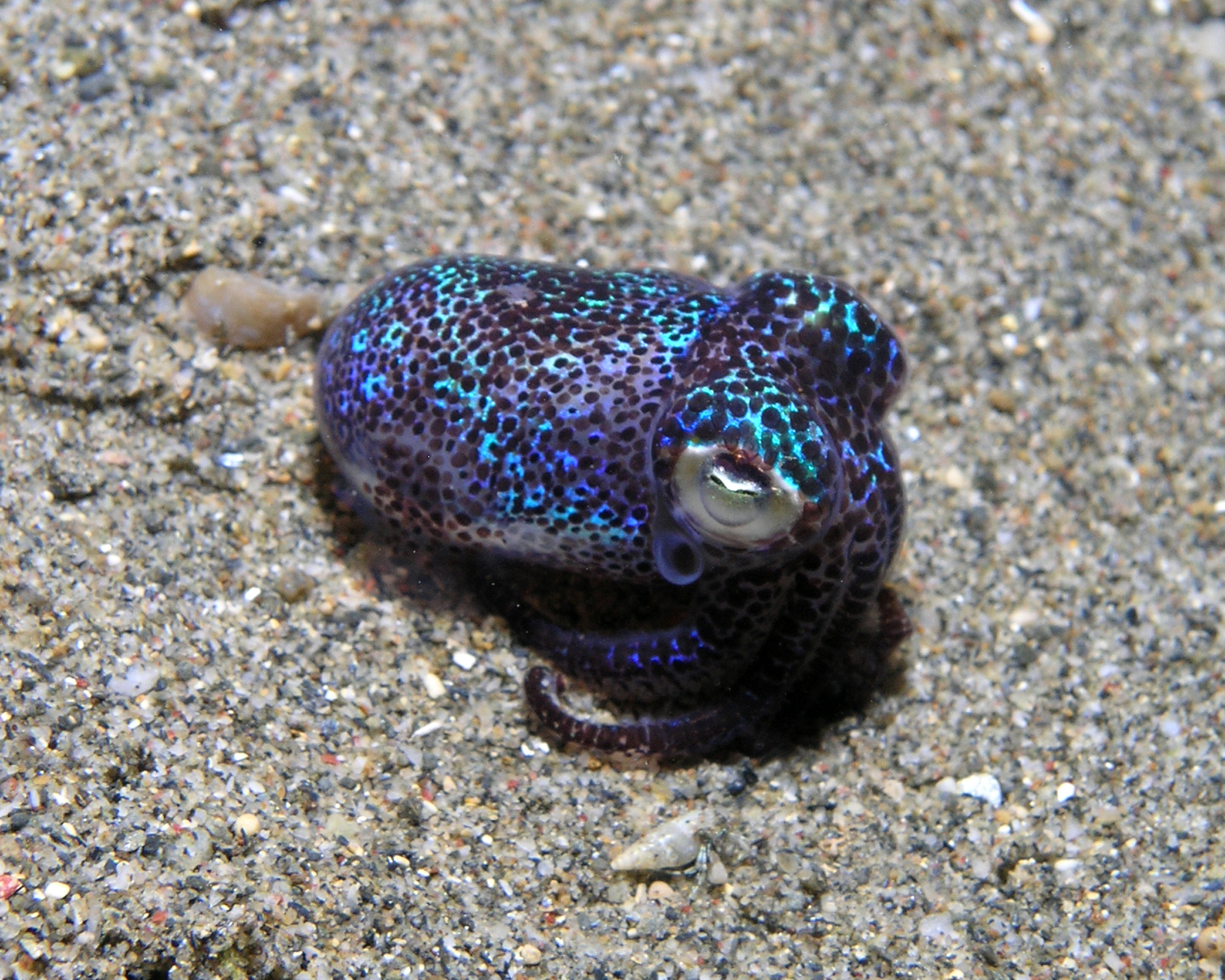
東ティモールのニヨリミミイカ

70ほどの種が知られている。ダンゴイカ目を含む鞘形亜綱の分類は現在論争が続いており、将来の見直しの対象とされる。
- 頭足綱
  - オウムガイ亜綱（英語版）: オウムガイ
  - 鞘形亜綱（英語版）: ツツイカ、タコ、コウイカ
    - 十腕形上目
      - トグロコウイカ目: トグロコウイカ
      - コウイカ目: コウイカ
      - ダンゴイカ目: ダンゴイカ
        - ヒメイカ科
        - ダンゴイカ科（英語版）

      - ツツイカ目: ツツイカ目

    - Superorder †Palaeoteuthomorpha
      - Order †Boletzkyida

    - 八腕形上目